# Metarranthis
Metarranthis is een geslacht van vlinders van de familie spanners (Geometridae), uit de onderfamilie Ennominae.

## Soorten
- M. amyrisaria Walker, 1938
- M. angularia Barnes & McDunnough, 1916
- M. apiciaria Packard, 1876
- M. duaria (Guenée, 1857)
- M. homuraria Grote & Robinson, 1868
- M. hypochraria Herrich-Schäffer, 1858
- M. indeclinata Walker, 1861
- M. lateritiaria Guenée, 1858
- M. mollicularia Zeller, 1872
- M. obfirmaria Hübner, 1823
- M. pilosaria Packard, 1876
- M. warneri Harvey, 1874